# مطار إستر وود
مطار إستر وود (ميدان إستر وود) هو مطار إقليمي في كوليج ستيشن، وإيه آند إم، ومحطة براين كولدج ومقاطعة براتسوز، تكساس.  يقع على بعد ثلاثة أميال جنوب غرب محطة كوليدج و 0.25 ميل (0.40 كـم) من جامعة تكساس إيه آند إم. لا توجد مواصلات عامة من مطار إستر وود إلى المدن المحيطة، يتم الوصول إليه من طريق الحقل إلى السوق 60 غرب. بالرغم من أن المطار تدار من طرف الجامعة، لا توجد دورات طيران في الجامعة.

## تاريخ
في عام 1938، أذن مجلس إدارة الكلية الزراعية والميكانيكية في تكساس (كما كانت تُعرف في ذلك الوقت بـ تكساس إيه & أم) بتطوير مطار في الموقع الحالي. تقدمت الجامعة بطلب إلى هيئة الطيران المدني (CAA) للحصول على شهادة كمدرسة تدريب أولية على الطيران بموجب أحكام برنامج تدريب الطيارين المدنيين.
افتتح المطار في مايو 1940، وسمي على اسم الملازم في البحرية الأمريكية جيسي إل إيستروود . كان إيستروود طالبًا سابقًا في إيه & أم، إلتحق بالخدمة الجوية البحرية الملكية البريطانية في عام 1917،لاحقًا تمت ترقيته إلى ملازم في الخدمة الجوية البحرية وكان ثاني أمريكي يتأهل كطيار طيران بحري. خدم في سلاح الطيران الملكي في عام 1918 وقام بست عشرة غارة ناجحة خلف الخطوط الألمانية. خدم في ثلاث دول أجنبية، وقتل في حادث طائرة في منطقة القناة في 19 مايو 1919. حصل على وسام نافي كروس بعد وفاته «لخدمته المميزة والبطولية كطيار».
في عام 1988 بدأ العمل على تحسين الطريق الواصل إلى المطار وبدأ بناء محطة ركاب جديدة. تم افتتاح محطة ماكنزي الجديدة في عام 1990 وتم وضع خطط لتحويل محطة الركاب القديمة إلى محطة طيران عامة. تم إعادة تصم المطار وإعادة افتتاحه للخدمة في عام 1994 كمرفق طيران عام وحديث .

## مرافق

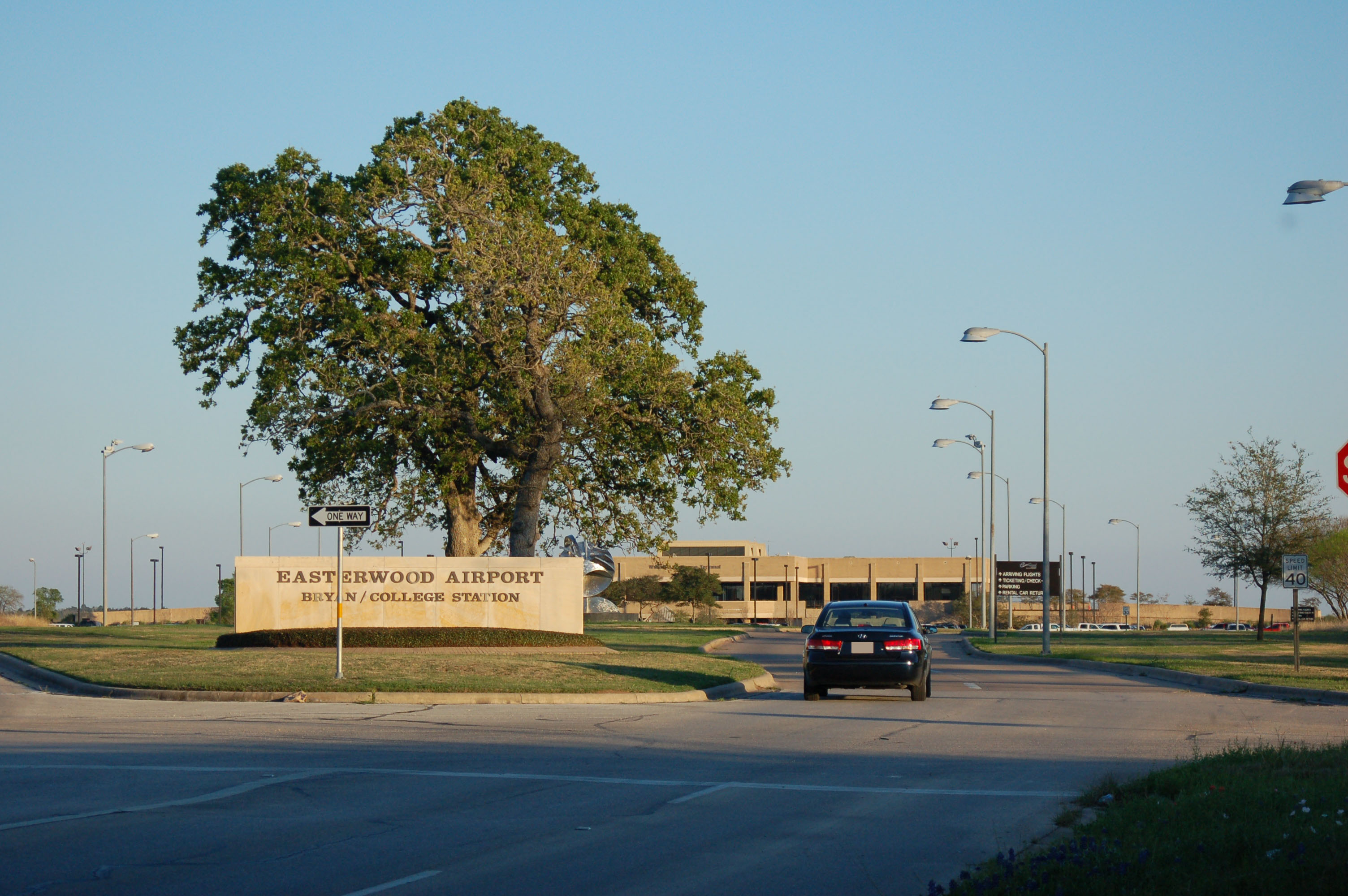
مدخل المطار

في أواخر عام 2019 ، كان المطار يشغل 56749 عملية جوية، بمتوسط 155 عملية في اليوم بينها: 58٪ طيران عام ، 33٪ عسكري، 9٪ تاكسي جوي ، <1٪ شركات طيران. تم تمركز 50 طائرة في هذا المطار: 25 ذات محرك واحد و 5 محركات متعددة و 18 طائرة نفاثة ومروحيتان.

## وسائل النقل
لا تتوفر بنية تحتية للنقل العام في إستروود وبالتالي، يجب على المسافرين الاستفادة من خيارات النقل الخاصة بما في ذلك سيارات الأجرة وخدمات تأجير السيارات. يوجد في جامعة تكساس إيه آند إم حافلة محددة باسم «الطريق 7» والتي تعمل بين حرم الجامعة ومطار إيستروود، ولكنها متاحة فقط للطلاب وأعضاء هيئة التدريس ونزلاء فندق تكساس إيه آند إم. لا يوجد سوى عدد قليل من شركات سيارات الأجرة، مما يجعل خيارات مشاركة الركوب هي الطريقة المفضلة. تقع مكاتب تأجير السيارات داخل المبنى، بينما توجد مساحات مخصصة لسيارات الأجرة والركوب المشترك بالخارج.

## شركات الطيران والوجهات
| شركـات طيـران  | الوجهات                  |
| -------------- | ------------------------ |
| American Eagle | Dallas/Fort Worth        |
| United Express | Houston–Intercontinental |

يتم تشغيل رحلات أمريكان إيجل إلى دالاس / فورت وورث بواسطة إنفوي للطيران باستخدام طائرات بومباردي CRJ700s وإمبراير ERJ140s.
| خريطة الوجهات |
| ------------- |
|               |

## إحصائيات
| مرتبة | مطار                      | ركاب  | الناقلون       |
| ----- | ------------------------- | ----- | -------------- |
| 1     | دالاس / فورت وورث ، تكساس | 46910 | أميريكان إيقل  |
| 2     | هيوستن، تكساس             | 27680 | يونايتد اكسبرس |